# NISH-Jahrbuch
Das NISH-Jahrbuch ist eine Zeitschrift, die vom Niedersächsischen Institut für Sportgeschichte – gegründet 1981 in Hoya und ab 2010 in Hannover – seit 1998 herausgegeben wird. Sie erscheint alle zwei Jahre. Ihre Exemplare sind in einer Reihe von wissenschaftlichen Bibliotheken verbreitet.
Behandelt werden in dem Jahrbuch insbesondere regionale Themen zu Sportarten und Vereinen. Zudem enthält es Buchrezensionen und aktuelle Beiträge zum Institut.